# Bruno Brodniewicz
Bruno Brodniewicz (ur. jako Bolesław Brodniewicz 22 lipca 1895 w Poznaniu, zm. 30 października 1962 w Bremie) – starszy obozu (lagerälteste) w niemieckim obozie koncentracyjnym Auschwitz-Birkenau i zbrodniarz wojenny.
Brodniewicz mieszkał przed wojną w Berlinie, gdzie wraz ze starszym bratem dokonywał licznych kradzieży i włamań. Na skutek przestępczego trybu życia został latem 1934 osadzony jako "więzień prewencyjny" w KL Lichtenburg. Następnie został przeniesiony do KL Esterwegen, skąd trafił do KL Sachsenhausen, gdzie pełnił funkcję blokowego (blockälteste). Wiosną 1940 w obozie tym została przeprowadzona rekrutacja na więźniów funkcyjnych do powstającego właśnie KL Auschwitz. Brodniewicz znalazł się wśród 30 mężczyzn, którzy 20 maja 1940 zostali przywiezieni do KL Auschwitz i oznaczeni numerami od 1 do 30. 
Bruno Brodniewicz otrzymał nr 1 i objął stanowisko starszego obozu, które było najważniejszą funkcją w samorządzie więźniarskim. W krótkim czasie zyskał złą sławę brutalnego mordercy, a więźniowie nazywali go "Schwarz Teufel" ("czarny diabeł") lub "Schwarz Tod" ("czarna śmierć). Funkcję starszego obozu pełnił do grudnia 1942 - wówczas wskutek prowokacji został osadzony w bunkrze bloku 11 i pozbawiony swojego stanowiska. Po opuszczeniu aresztu przez krótki czas był starszym obozu w KL Auschwitz II - Birkenau i w tzw. obozie cygańskim. W czerwcu 1943 został przeniesiony do podobozu Neu-Dachs, gdzie ponownie objął tę  funkcję, lecz wkrótce na skutek prowokacji ponownie ją utracił i trafił do podobozu Eintrachthütte, a od grudnia 1944 roku przebywał w podobozie Bismarckhütte.
W styczniu 1945 przeniesiono go w transporcie ewakuacyjnym do KL Mittelbau-Dora. Wkrótce został przeniesiony do podobozu Woffleben i tu objął po raz ostatni stanowisko starszego obozu. W kwietniu 1945 Brodniewicz wraz z innymi więźniami został ewakuowany do KL Bergen-Belsen, który 15 kwietnia 1945 został wyzwolony przez wojska brytyjskie. Według byłych więźniów miał zginąć wskutek samosądu jaki odbył się na byłych kapo zaraz po wyzwoleniu, jednak w rzeczywistości w lipcu 1945 wyjechał do Bremy, gdzie zmarł w 1962. 
Był kilkakrotnie poszukiwany przez prokuraturę, jednak nie udało się wówczas ustalić jego adresu, dlatego nigdy nie stanął przed sądem za swoje zbrodnie.